# Mirosław Żuławski
Pour les articles homonymes, voir Żuławski.
Mirosław Żuławski, né le 16 janvier 1913 à Nisko (Galicie autrichienne), mort le 17 février 1995  à Varsovie, est un diplomate et écrivain polonais.

## Biographie
Mirosław Żuławski effectue des études de droit et de diplomatie à l'université Jean-Casimir de Lwów (diplôme en 1935). Il écrit alors des poèmes dans la revue Sygnały (pl). Sous l'Occupation, il habite toujours à Lwów, où naît son fils Andrzej, le futur cinéaste. Il appartient alors à la résistance de l'Armia Krajowa, tout en étant porteur puis préparateur de poux pour le laboratoire de l'Institut d'études du typhus et des virus (pl) du professeur Rudolf Weigl, ce qui lui permet d'échapper à la répression de l'occupant et à la déportation. Il est ensuite correspondant de guerre et écrit dans plusieurs journaux polonais. Après la conquête définitive de la ville par les troupes soviétiques, il la quitte pour devenir rédacteur au journal Rzeczpospolita, édité alors à Lublin par le Comité polonais de Libération nationale.
Il est membre du Parti socialiste polonais (PPS) depuis 1944, puis après l’absorption de celui-ci en 1948, du Parti ouvrier unifié polonais (PZPR). 
De 1945 à 1949, il est attaché de presse puis conseiller culturel à l'ambassade de Pologne en France à Paris puis de 1942 à 1952 conseiller culturel à l'ambassade de Pologne (pl) à Prague (Tchécoslovaquie). De 1952 à 1957, il est membre de la rédaction de la revue culturelle Przegląd Kulturalny (pl) à Varsovie et il écrit dans d'autres magazines comme l'hebdomadaire illustré Świat (pl). De 1956 à 1965, il est de nouveau à Paris et représente la Pologne auprès de l'UNESCO. Après avoir été en poste à l'administration centrale du ministère des Affaires étrangères, il achève sa carrière diplomatique à Dakar comme ambassadeur de Pologne au Sénégal et au Mali de 1974 à 1978. 
Au cours des années 1990, il publie une chronique dans les colonnes du magazine féminin Twój Styl (pl).

### Famille
Mirosław Żuławski est le neveu de Jerzy Żuławski, le père d'Andrzej Żuławski et le grand-père de Xawery Żuławski.

## Œuvres
La plupart de ses ouvrages ont été réédités à plusieurs reprises
- Ostatnia Europa (La Dernière Europe), 1947
- Rzeka Czerwona (Le Fleuve Rouge), 1953
- Portret wroga (Portrait d'un ennemi), 1954
- Opowieść atlantycka - Trzy miniatury (Conte atlantique), 1954
- Drzazgi bambusa (Les Éclats de bambou), 1956
- Psia gwiazda (L'Étoile du chien), 1965
- Opowieści mojej żony (Les Récits de ma femme), 1970
- Pisane nocą (Écrits la nuit), 1973
- Ucieczka do Afryki (La Fuite en Afrique), 1983
- Album domowe (Album familial), publication posthume (1997) en volume du cycle de chroniques de souvenirs publiées dans Twój Styl de 1990 à 1995[1]

### Traductions
Parmi les traductions de Mirosław et Czesława Żuławski
- René-Victor Pilhes, Rabarbar (La Rhubarbe), 1967
- Roger Vailland, Pstrąg (La Truite) 1967
- Simone de Beauvoir, Śliczne obrazki (Les Belles Images), 1968
- Roger Vailland, Niecne sprawki (Les Mauvais coups), 1970

Préfaces
- Jean Giraudoux, Bella, traduit par Maria Kuncewiczowa, 1965
- Roger Vailland, Dziwna zabawa (Drôle de jeu), traduit par Stanisław Brucz, 1966
- Vercors, Bitwa milczenia (La Bataille du silence), traduit par Marcin Król, 1974

### Scénarios
- Autobus odjeżdża 6.20 (L'autobus part à 6 h 20),  1954
- Opowieść atlantycka (Conte atlantique), basé sur son propre livre, 1955
- Pieśń triumfującej miłości (Chanson de l'amour triomphant), 1967
- Pavoncello, 1967
- Trzecia część nocy (La Troisième Partie de la nuit), 1971

## Décorations
- Ordre de la Croix de Grunwald
- Commandeur de l'ordre Polonia Restituta
- Officier de la Légion d'honneur